# Гевюрцтраминер
Гевюрцтрами́нер (нем. Gewürztraminer) — технический (винный) сорт винограда, используемый для производства белых вин, преимущественно в Пфальце (Германия) и Эльзасе (Франция), где этот сорт занимает около 20 % площади виноградников. Для простоты часто, хотя и некорректно, название сокращается до Траминер.
Словом «гевюрцтраминер» также называют белые вина из одноимённого сорта, которые принадлежат к числу наиболее ароматических из всех вин. Подобные душистые вина рекомендуют употреблять молодыми.

## Сельскохозяйственные свойства
Сорт в средней степени устойчив к таким заболеваниям, как мучнистая роса, серая гниль, но значительно повреждается гроздевой листовёрткой. Гевюрцтраминер отличается относительной морозоустойчивостью, но уступает в этом отношении Рислингу. Существенные недостатки сорта — выраженная склонность к осыпанию завязи во время цветения и очень медленное восстановление роста кустов и урожайности после суровых зимних морозов. К засухе Гевюрцтраминер неустойчив и сильно зависит от микроклимата. Хорошую урожайность сорт показывает на увлажнённых, достаточно плодородных почвах, южных и западных речных склонах.

## Ареал культивирования
По морфологическим признакам принадлежит к эколого-географической группе западноевропейских сортов винограда. В Европе гевюрцтраминер выращивается на северных винодельческих территориях: Эльзас, Германия, Моравия, Словакия; небольшие насаждения также существуют в Хорватии, Болгарии и на севере Италии. В США он культивируется в штатах Калифорния, Орегон и Мичиган, а также в меньшей степени Вашингтон, Оклахома и Нью-Йорк. В Канаде — это Британская Колумбия и Онтарио. Незначительные виноградники имеются в Австралии, Новой Зеландии, ЮАР, Израиле, Казахстане, России.

## История
Гевюрцтраминер происходит от сорта винограда Траминер — точнее, представляет собой его розовую мутацию, известную на французском языке как Savagnin Rose. Традиционно принято считать, что траминер происходит из южнотирольского местечка Трамин (с 1918 года принадлежит Италии), где он культивировался до XVI века. По мере продвижения на северо-запад к Эльзасу благодаря более богатому аромату приобрёл название «пряный траминер» (Gewürz Traminer). 

Страница из рекламной брошюры, где ошибочно смешаны траминер и гевюрцтраминер

Происхождение от Траминера породило путаницу с названиями. Среди списка синонимов Гевюрцтраминера есть и Саваньен, и Саваньен Розе. В свою очередь, Саваньен Розе иногда называется Трамин Красный или Трамин Розовый, и точно так же называется Гевюрцтраминер в ряде регионов (например, в Чехии). Порой, особенно в СМИ и туристических буклетах, Гевюрцтраминер называется просто Траминер.
В 1960 году один из преподавателей Паннонского университета путём скрещивания гевюрцтраминера с сортом Иршаи Оливер получил сорт черсеги фюсереш.

## Вина из гевюрцтраминера
Вина из гевюрцтраминера выделяются интенсивным цветочным ароматом, который можно уподобить запаху личи. Кислотность их незначительна (особенно если виноград вырос в тёплом климате). Соответственно, если вино не употребить в течение первых лет после выпуска, оно может стать приторным. Из-за своеобразного аромата, низкой кислотности и достаточно высокого содержания алкоголя эти вина кажутся сладкими, даже если по содержанию сахаров относятся к категории сухих.
Вина из этого сорта винограда сочетаются с некоторыми видами сыра (к примеру, с мюнстером) и с пряными рыбными блюдами (заправленными перцем, карри и т.п.).